# بين جرينهالغ
بين جرينهالغ (بالإنجليزية: Ben Greenhalgh)‏ (16 أبريل 1992 في المملكة المتحدة - ) هو لاعب كرة قدم بريطاني في مركز الوسط. لعب مع إبسفليت يونايتد وإنتر ميلان ونادي إنفرنيس ونادي كومو ونادي ستنهاوسموير وميدستون يونايتد وكونكورد رينجرز وويلينج يونايتد.

## وصلات خارجية
- بين جرينهالغ على موقع قاعدة بيانات كرة القدم.إي يو (الإنجليزية)
- بين جرينهالغ على موقع Soccerbase.com (لاعب) (الإنجليزية)
- بين جرينهالغ على موقع Soccerway.com (الإنجليزية)